# Martinus Balticus
Martinus Balticus (* um 1532 in München; † 1601 in Ulm) war Lehrer, Dramatiker und Dichter.

## Leben
Aus ärmlichen Verhältnissen stammend erfuhr Balticus in Bruck bei Pfarrer von Zacharias Weichsner Unterricht in Latein und Griechisch. Für sechs Jahre ging er nach Joachimsthal, wo Johannes Mathesius ihn weiter unterrichtete und ihn auf ein Studium in Wittenberg vorbereitete, wo Philipp Melanchthon auf ihn einwirkte.
Von seinen Studien kehrte er 1553 nach München zurück und übernahm als Nachfolger Hieronymus Zieglers dessen Amt an der Lateinschule. Da er den evangelischen Standpunkt vertrat, konnte er nicht länger in seiner Vaterstadt bleiben und wechselte 1559 an die Lateinschule in Ulm. In Ulm setzte er sich aktiv für die Weiterentwicklung der Schulen ein.
Bereits frühzeitig verfasste Balticus Gedichte in lateinischer Sprache. Seine Gedichte, die er selbst in die deutsche Sprache übertrug, wirken gedankenreich und sind in ihrer Volkstümlichkeit packend. Angeregt von Melanchthon, der als Erfinder von Schuldramen gilt, arbeitete er intensiv an deren Ausarbeitung im religiösen Stil.

## Werke
- Daniel Augsburg 1558
- Tobias 1558, unbekannt verschollen
- Cyclops des Euripides (lateinische Übersetzung)
- Josephus Ulm 1579 (Drama)
- Christogonia Ulm 1589
- Senacheribus Ulm 1590 (Drama)
- lateinische Gedichte in Poematum libri tu. Augsburg 1560